# BNY Mellon Asset Servicing
BNY Mellon Asset Servicing B.V. (voorheen ABN AMRO Mellon Global Securities Services B.V.) is een Nederlandse bank met filialen in enkele andere landen. Sinds 20 december 2007 is het 100% eigendom van The Bank of New York Mellon Corporation (NYSE: BK), die het aandeel van 50 % heeft gekocht dat in bezit was van ABN AMRO.